# Cenwalh
Cenwalh (též Cenwealh nebo Coenwalh, † dle Anglosaské kroniky asi v roce 672) byl anglosaský král Wessexu z rodu Cerdikovců. Vládl poprvé mezi lety 643–645 a potom 648–672. Byl pohanským králem až do svého exilu v království Východní Anglie, kdy se stejně jako jeho otec, král Cynegils, stal křesťanem. Po Cenwalhově smrti ho nakrátko nahradila jeho manželka, královna-vdova Seaxburh, jeho spoluvládkyně již od roku 672.

## Penda a Anna
Beda Ctihodný uvádí, že Cenwalh byl synem krále Cynegilse, pokřtěného biskupem Birinem. Byl též praprapravnukem krále Cerdika. Anglosaská kronika nabízí několik linií předků krále Cynegilse, a vztah Cynegilse a Cenwalha k pozdějším králům je více než nejistý. Poukazuje se na to, že jméno Cenwalh mohlo mít spíše britonskou než anglosaskou etymologii. Ačkoliv Cynegils byl prý konvertita ke křesťanství, Beda Ctihodný píše, že Cenwalh
odmítl přijmout tajemství víry a nebeského království; a nedlouho potom také ztratil vládu nad svým královstvím pozemským, protože zapudil svou manželku, sestru Pendy, krále Mercie, a vzal si jinou ženu; načež následovala válka, po které byl Pendou vyhnán ze svého království...
 Cenwalh našel útočiště u Anny, křesťanského krále Východní Anglie, a byl pokřtěn v exilu, přičemž datum jeho exilu je nejisté. Beda Ctihodný tvrdí, že Cenwalhův exil trval tři roky, ale neudává žádné letopočty. Anglosaská kronika uvádí, že Cenwalh udělil pozemky u Ashdownu příbuznému jménem Cuthred. Pokud je to stejný Cuthred, jehož smrt je zaznamenána asi roku 661, pak by byl tento Cuthred pravděpodobně synem krále Cwichelma, anebo vnukem krále Cynegilse, pokud by král Cwichelm nebyl Cynegilsovým synem. Žádné ze západosaských dat nedává jasný důkaz pro období Cenwalhova exilu, ale protože král Anna byl zabit Pendou roku 654, přičemž byl jím vyhnán z Východní Anglie již v roce 651 (dle soudobého rukopisu Additamentum Nivialensis), nemůže Cenwalhův exil začít o mnoho později než roku 648. Kromě toho, byl-li (jak uvádí Vilém z Malmesbury) Cenwalh pokřtěn sv. Felixem, muselo k tomu dojít asi roku 647. Cenwalhovo zapuzení Pendovy sestry proto následovalo poměrně brzy po Pendově zabití northumbrijského krále Oswalda v bitvě u Maserfeldu roku 642, přičemž Oswald byl Cynegilsovým kmotrem a manželem Cenwalhovy sestry Cyneburh. Tudíž byl ochráncem Cynegilsovy královské linie ve Wessexu. Král Penda byl zabit v bitvě u řeky Winwæd 15. listopadu 655. Současná britská historička Barbara Yorke (* 1951) se domnívá, že se Cenwalh vrátil k moci v roce 648, zatímco jiný současný britský historik David Peter Kirby (* 1936) klade jeho exil až do 50. let 7. století.

## Počátky křesťanského Wessexu
Ať už se Cenwalh vrátil k moci kdykoliv, byl jeho biskupem v Dorchesteru po smrti biskupa Birina v roce 650 franský mnich Agilbert, kterého sám povolal. Beda Ctihodný uvádí:
konečně král, který nerozuměl žádnému jazyku kromě jazyka Sasů, byl unaven tím biskupovým barbarským jazykem, přivedl do provincie jiného biskupa svého vlastního národa, který se jmenoval Wini, který byl vysvěcen ve Francii; a rozdělil svou provincii na dvě diecéze, ustanovil toho druhého na jeho biskupský stolec ve městě Winchester, Sasy zvaný Wintancestir.
Nová diecéze se sídlem ve Winchesteru, v zemích dříve patřících Jutům, poté omezených pouze na ostrov Wight, ležela v srdci budoucího Wessexu. Zpustošení Ashdownu na původních územích Gewisů Pendovým synem Wulfherem asi roku 661 naznačuje, že tento přesun sídla biskupství byl způsoben trvalým tlakem Mercie na Sasy.
V letech 665–668 měl Cenwalh spor s biskupem Winim, který vyhledal útočiště u mercijského krále Wulfhera, což D. P. Kirby považuje za známku Wulfherova vlivu. V té době biskupem v Dorchesteru byl Ætla, podporovaný Mercií, a město Thame bylo ve Wulfherově držení.

## Návrat Cenwalha k moci
Když byl král Cenwalh vyhoštěn z Wessexu, od 645 do 648, není nikde zaznamenáno, kdo vládl Wessexu v jeho nepřítomnosti. Ale zdá se, že záznam v Anglosaské kronice k roku 648 naznačuje, že to mohl být právě Cuthred, Cwichelmův syn. Král Cenwalh dal Cuthredovi tři tisíce popluží půdy (zhruba 775–1150 čtverečních kilometrů) u Ashdownu v současném hrabství Berkshire. To může být většina, pokud ne celé hrabství Berkshire. To bylo mnohem větší než panství, které král kdy dal členu své rodiny.
Zdá se, že Cenwalh opustil kotlinu řeky Temže na nátlak ze strany Mercie. To učinilo z Berkshire jeho severní hranicí s Mercií.
Nejvíce na jih postoupil král Wulfhere až k ostrovu Wight a oddělil údolí řeky Meon od Cenwalhova království a dal je do správy svému kmotřenci Æthelwalhovi, králi Sussexu. Zhruba v této době mercijský kníže Frithuwold vládl v současných hrabstvích Surrey a Berkshire. Wulfherova porážka z rukou northumbrijského krále Ecgfritha v roce 674 osvobodila jižní království od mercijské kontroly. Wulfhere byl poražen v následujícím roce Západními Sasy, pod vedením krále Æscwina.
Anglosaská kronika zaznamenává bitvu mezi Cenwalhem a britskými Kelty v zápise k roku 658: „Tehdy Cenwalh bojoval u Peonnum proti Wealas a přiměl je uprchnout až za řeku Parret“. Cenwalhův postup na keltobritský jihozápad je nejasný, ale jeho vztahy s Brity nebyly jenom nepřátelské. Je zmiňován, že obdaroval keltobritský klášter v Sherbornu, v současném hrabství Dorset, zatímco raný anglosaský misionář sv. Bonifác se prý narodil v městečku Crediton, v současném hrabství Devon, a studoval v původně keltobritském klášteře poblíž Exeteru.
Není jisté, zda král Cenwalh vládl ve Wessexu sám. Dřívější králové se zdá měli spoluvládce a Cenberht, otec budoucího krále Caedwally, možná vládl společně s Cenwalhem, spíše než aby byl jen pouhým vazalským králem.
Podle Anglosaské kroniky zemřel Cenwalh v roce 672 a byl vystřídán svou manželkou, královnou-vdovou Seaxburh, která držela moc zhruba rok.

## Potomci
O žádném z pozdějších králů Západních Sasů není známo, že by jeho předkem byl Cenwalh, a neznáme ani žádné jeho potomky. Král Centwine byl prý jeho bratrem, ale Kirby upozorňuje na nepřímé důkazy, které toto příbuzenství činí nepravděpodobným.
Nicméně pokud neseděli žádní Cenwalhovi potomci na trůnu Wessexu, možná jeho potomci vládli v Mercii a Kentu v 9. století. Králové Mercie Coenwulf a Ceolwulf, a jejich bratr Cuthred, král Kentu, odvozovali svůj původ od jinak neznámého bratra Pendy a Eowy jménem Coenwalh. Někteří historici se domnívají, že Coenwalh byl ve skutečnosti Cenwalh, tedy švagr, spíše než bratr Pendy a Eowy.